# Fabiana Vallejos
Fabiana Gisela Vallejos (30 de julho de 1985) é uma futebolista argentina que atua como defensora.

## Carreira
Fabiana Vallejos integrou o elenco da Seleção Argentina de Futebol Feminino, nas Olimpíadas de 2008.